# Schaefferia argentinensis
Schaefferia argentinensis är en benvedsväxtart som beskrevs av Carlos Luis Spegazzini. Schaefferia argentinensis ingår i släktet Schaefferia och familjen Celastraceae. Inga underarter finns listade.